# 甘食
甘食（あましょく）は、日本の焼き菓子（イースト菌などの酵母を使用せず発酵を省いた菓子パン）の一種。
直径5cmから6cmの平たい円錐形で、スポンジケーキとビスケットの中間のような独特の食感である。明治時代に南蛮菓子の影響を受けて誕生したとされる。
個人経営のパン屋のほか、大手製パンメーカーでも3〜5個程度の単位で袋詰めした製品を販売している。

## 歴史
- 1894年（1895年という記録も）に、東京市芝区田村町にあった清新堂というパン屋の創業者猪狩時清が発売した[1]「イカリ印のまき甘食」という製品が元祖と言われる[1]が、詳細は不明である[2][3][4]。
- 明治時代に、ヒルサイドパントリー代官山の猪狩清氏が考案したとする説もある[4][5]。
- 1955年（昭和30年）頃には菓子の甘食が「絞り甘食」、渦巻き型のロールパンの甘食が「甘食」と称され、それぞれ販売されていた時期があるが、具体的な経緯は不明[6]。

## 作り方
1. 室温に戻したバターに砂糖を入れて混ぜる。
2. 上記の物に全卵を割り入れて混ぜる。
3. 上記の物に牛乳と重曹を入れて混ぜる。
4. 上記の物に小麦粉（薄力粉）とベーキングパウダーを合わせてふるったものを入れて混ぜる。
5. よく混ざった上記の物を、オーブンシートを敷いた天板上に、直径5-6cmの円形になるように置く。その際、スプーンなどですくい取って落としても良いし、絞り袋などを使ってしぼり出しても良い。
6. 円形の生地の中央に、ナイフなどで十字型に切り目をつける。
7. 220℃程度のオーブンで10-15分焼く。